# Manuel Feil
Manuel Feil (* 8. Oktober 1994 in Augsburg) ist ein deutscher Fußballspieler.

## Karriere
Er begann mit dem Fußballspielen in der Jugendabteilung des FC Reutern und TSV Welden. 2010 wechselte er zum TSV Gersthofen, dort wurde er auch im Winter 2013 in den Kader der ersten Mannschaft in der Bayernliga aufgenommen. Nachdem er mit seinem Verein am Ende der Saison 2012/13 in die Landesliga Bayern abgestiegen war, blieb er seinem Verein weiterhin erhalten. Im Sommer 2014 wechselte er innerhalb der Liga zum FC Gundelfingen. Nach etwas über einer Spielzeit und 43 Ligaspielen wechselte er in die Regionalliga Bayern zur zweiten Mannschaft des 1. FC Nürnberg. Im Sommer 2018 wechselte er nach 82 Ligaspielen zur SV Elversberg in die Regionalliga Südwest und verlängerte dort seinen Vertrag mehrfach, zuletzt im April 2021.
Am Ende der Spielzeit 2021/22 gelang ihm mit seiner Mannschaft der Aufstieg in die 3. Liga. Seinen ersten Profieinsatz hatte er am 23. Juli 2022, dem 1. Spieltag, als er beim 5:1-Auswärtssieg gegen Rot-Weiss Essen in der Startformation stand. Am Ende der Saison 2022/2023 stieg er mit seinem Verein in die 2. Bundesliga auf.

## Erfolge
SV Elversberg
- Meister der 3. Liga und Aufstieg in die 2. Bundesliga: 2022/2023
- Meister der Regionalliga Südwest und Aufstieg in die 3. Liga: 2021/22
- Saarlandpokal-Sieger: 2019/20, 2020/21, 2021/22, 2022/23